# Иоанн Тимошкинич
Иоанн Тимошкинич (Иван) — новгородский боярин, один из руководителей партии противостоящей князю Михаилу Черниговскому
Убит в 1230 году во время борьбы между посадником Внездом Водовиком и боярином Степаном, сыном известного посадника Твердислава, на стороне которого стоял Иоанн. Причём убил его лично Внезд Водовик, сбросив с «Великого моста» в реку Волхов.